# Pivijay (ort)
Pivijay är en ort i Colombia.   Den ligger i departementet Magdalena, i den norra delen av landet, 700 km norr om huvudstaden Bogotá. Pivijay ligger 12 meter över havet och antalet invånare är 33 492.
Terrängen runt Pivijay är platt. Runt Pivijay är det ganska glesbefolkat, med 26 invånare per kvadratkilometer. Pivijay är det största samhället i trakten. Omgivningarna runt Pivijay är huvudsakligen savann.